# Svatební smlouva
Svatební smlouva, známá také jako předmanželská smlouva, představuje výsledek jednání mezi ženou a mužem a upravuje majetkovou základnu manželského páru a dědické nároky v případě smrti jednoho z manželů nebo rozvodu. Smlouvy taktéž pomýšlejí na děti z předchozích manželství, jelikož přeživší z páru se zavazuje pečovat o děti zemřelého partnera. Svatební smlouvy bývají povětšinou sepsány několik dní nebo týdnů před svatbou.
Při tradiční židovské svatbě se uzavírá svatební smlouva zvaná ketuba.

## Historie

### Obsah svatebních smluv
V minulosti byly svatební smlouvy byly většinou formulovány podle jednotného formuláře, tudíž měly svou pevnou a ustálenou formu. V úvodu svatební smlouvy nalezneme jména snoubenců, jejich rodinný stav a jména členů rodiny, popřípadě jejich zástupců. Svého zástupce musela mít nevyhnutelně panna i mládenec. Zástupci byli vybíráni z řad rodiny. Nejčastěji své dítě zastupoval otec, bratr, strýc nebo nevlastní otec. Jestliže žena neměla mužského zástupce mohli ji také zastupovat úředníci městské samosprávy. Odlišná situace nastala u vdov, které mohly jednat samy za sebe. Nejdůležitější informace obsažené ve smlouvách se týkaly majetkového vypořádání budoucích novomanželů. Mezi ně řadíme věno, jitřní dar, obvěnění neboli nadvěno, ženskou výbavu, výminky, výměnky nebo pomoc otce synovi při zakládání nového hospodářství. Smlouvy byly většinou vyhotoveny ve dvou provedeních, jedna pro zúčastněné strany a druhá pro vrchnost. Neodmyslitelnou součástí svatební smlouvy byla svědečná řada. Svědci ve smlouvách vystupovali ve dvou řadách, tedy na straně nevěsty a na straně ženicha. Určitým pravidlem bývalo, že čím zámožnější snoubenci uzavírali svatební smlouvu, tím rostl počet jejich svědků.[zdroj?]

### Vliv sezónnosti na uzavírání svatebních smluv
Snoubenci se v minulosti museli řídit církevními regulemi, dle kterých se nesměly konat žádné slavnosti v adventním období a v období šestitýdenního půstu před Velikonocemi. Svatební smlouvy se proto méně často uzavíraly v březnu, dubnu a v prosinci. V letních měsících můžeme také vysledovat pokles uzavírání smluv, neboť v tomto období byli lidé zaměstnáni na polích a neměli čas na svatbu a radovánky s ní spojené. Naopak nejvíce smluv bylo uzavřeno v masopustním období. Taktéž podzimní měsíce byly pro uzavírání smluv více příhodné, neboť v podzimních měsících již končily práce, které zaměstnávaly obyvatele přes léto na poli.

## V Česku
Český právní řád termín předmanželská smlouva nepoužívá, nicméně umožňuje před uzavřením manželství uzavření smlouvy o manželském majetkovém režimu. K tomu vyžaduje formu veřejné listiny – notářského zápisu. Lze tak například předcházet problémům s budoucími majetkovými vztahy, jež vyplývají ze společného jmění manželů, z uzavírání již druhého, třetího atd. manželství, z potřeby ochrany dětí z předchozích manželství v případě smrti jednoho z manželů nebo jako prevenci dopadu případných partnerových dluhů. Smlouvu lze uzavřít kdykoliv během manželství, není tak tedy nutné učinit pouze před sňatkem. Je-li smlouva podepsána ještě před svatbou, je pak nutné příslušnému notáři uzavření sňatku doložit oddacím listem. 
Notářská komora ČR začala evidovat statistiku úprav majetkového režimu manželů v roce 2014. Pravděpodobně i kvůli k vysokému počtu rozvodů v Česku (dlouhodobě se rozvádí přibližně 50 % manželství) počet uzavíraných smluv v zemi roste. V roce 2014 ji uzavřelo 7 612 párů, 10 188 párů v roce 2016, 10 631 párů v roce 2018 a v roce 2019 takovou smlouvu sepsalo 10 891 párů.
Předmětem smlouvy může být pouze majetek a majetkové vztahy, nikoli stanovení výše výživného pro druhého manžela anebo úpravu péče o dítě po rozvodu či například partnerovu povinnost vykonávání domácích prací.